# Mesa (ciclismo)

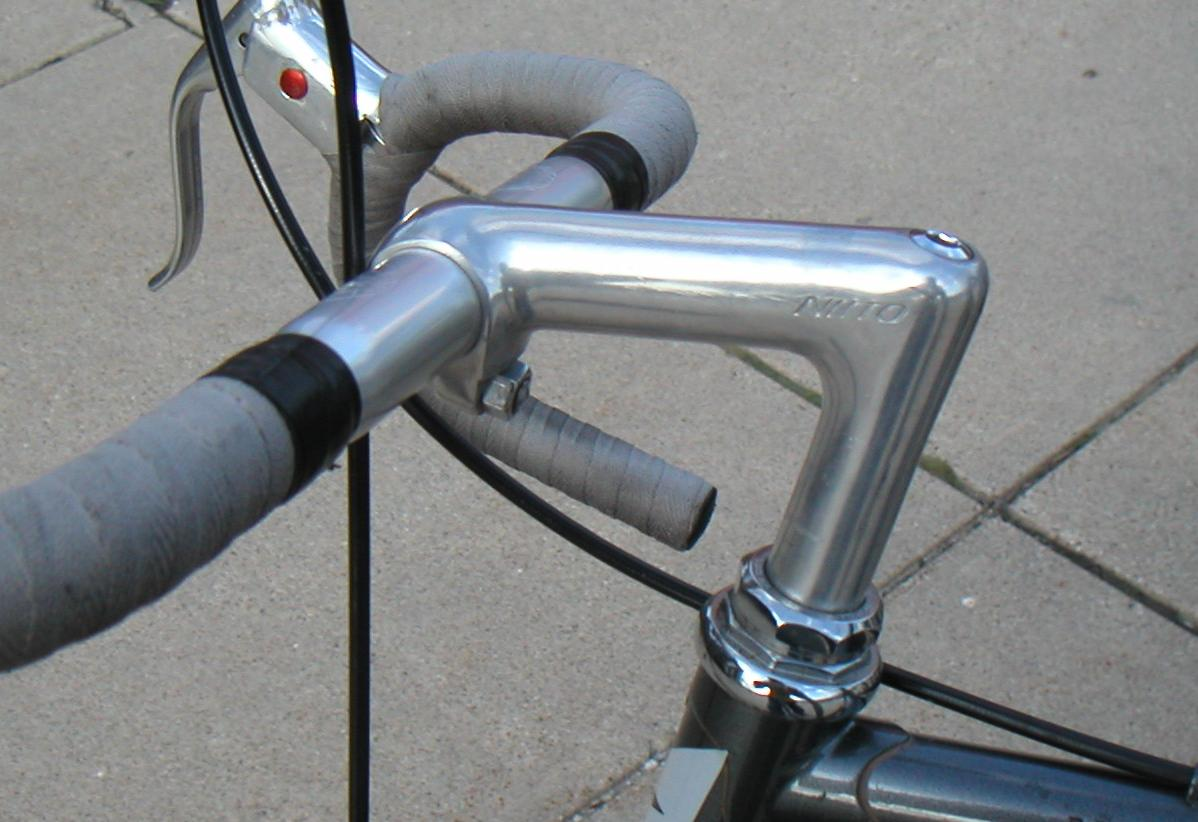
Mesa de rosca clássica, para bicicleta de estrada.

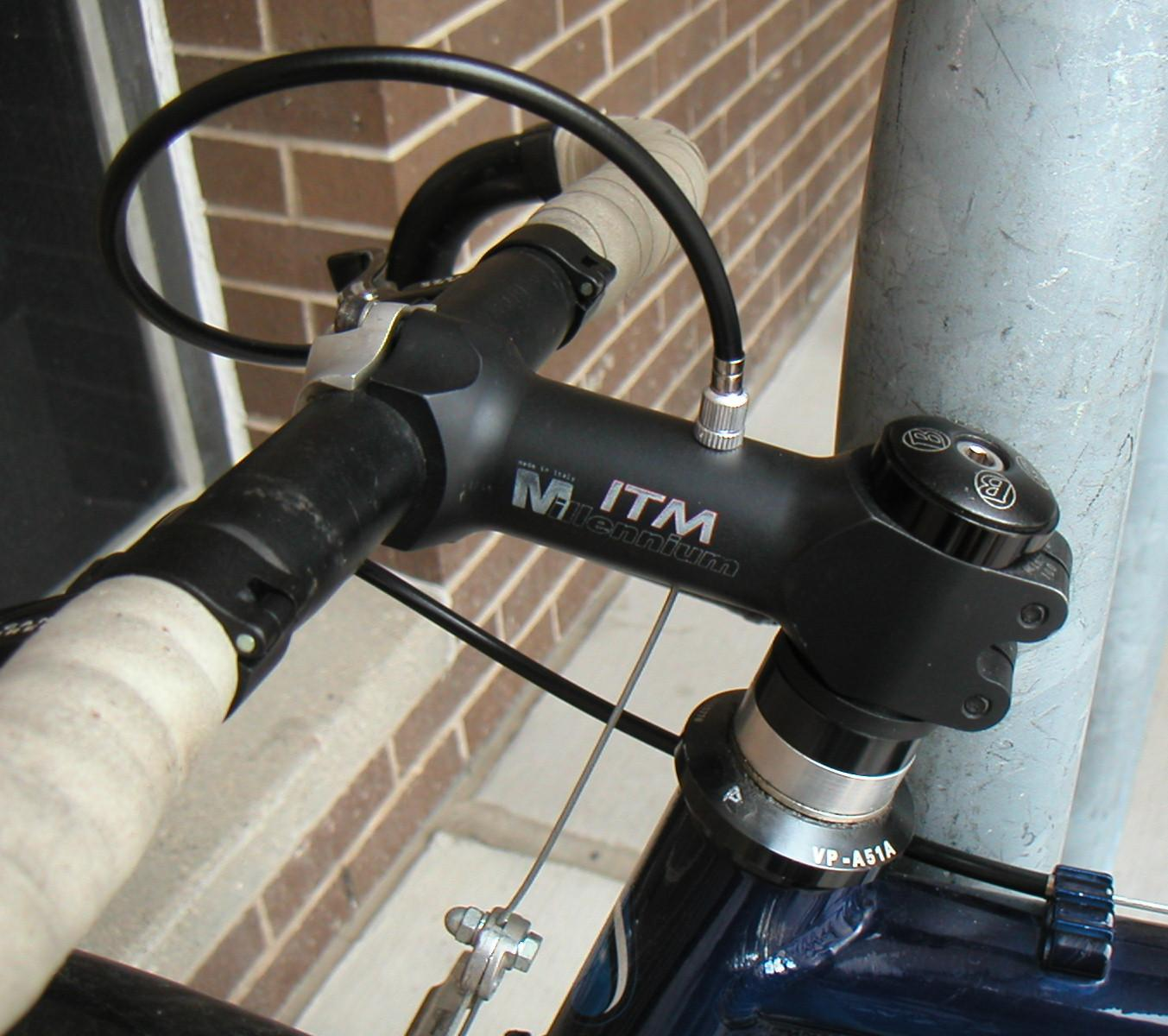
Mesa sem rosca, com orifício para cabo de freio dianteiro.

A mesa ou a haste numa bicicleta é a peça que une o guidão à espiga do garfo. Ela pode ser de rosca ou sem rosca, variando com o tipo de caixa de direção.  
Numa mesa de rosca, ela mesma não é rosqueada. A rosca referida é na caixa de direção que é usada com este tipo de mesa. O aperto dela faz a espiga do garfo ficar justo no quadro através de um mancal. Um longo parafuso fixa a mesa na espiga do garfo, integrando um único corpo cilíndrico oco que, atravessando o quadro pelo tubo da caixa de direção, deve rotacionar livremente. Nesse sistema, o tubo da caixa de direção também deve ter uma rosca, para fixação da caixa de direção no quadro. A largura desses tubos e os tipos de rosca podem variar.  
Os sistemas sem rosca sucederam o sistemas com rosca. Os fabricantes não precisam mais fornecer vários modelos de garfos rosqueados. Com essa inovação, espigas de garfo tiveram suas dimensões padronizadas; para a espiga se adequar em comprimento a qualquer bicicleta com caixa de direção sem rosca, ela só tem de ser cortada.  
Garfos rosqueados dão muito mais trabalho ao mecânico de bicicletas do que garfos não rosqueados.   

## As vantagens de cada tipo
De rosca:
- Ajuste fino para altura do guidão, enquanto a outra usa espaçadores
- Possibilidade de serem alteadas, enquanto a outra faz um encaixe modular na espiga do garfo
- Podem ter aparência esguia e suave, enquanto a outra tende a ter uma aparência "modular"
- São substituídas sem desregular a caixa de direção

Sem rosca:
- Simples de trocar, regular, inverter ou mixar
- Disponíveis em várias formas, cores, configurações de avanço e angulação
- Possibilita tubos de caixa de direção (quadros) mais leves, em alumínio ou fibra de carbono
- São substituídos com o uso de uma simples chave allen (algumas mesas de rosca também possibilitam isso)
- É centralizada sem interferir na altura do guidão
- O sistema evita o manuseio interno do mancal da caixa de direção